# Rhadinaea gaigeae
Rhadinaea gaigeae är en ormart som beskrevs av Bailey 1937. Rhadinaea gaigeae ingår i släktet Rhadinaea och familjen snokar. Inga underarter finns listade i Catalogue of Life.
Denna orm förekommer i centrala Mexiko i delstaterna Tamaulipas, San Luis Potosi och Hidalgo. Arten lever kulliga områden och i bergstrakter mellan 200 och 2700 meter över havet. Den vistas i skogar med tallar och ekar eller med andra lövträd. Rhadinaea gaigeae gräver i lövskiktet. Honor lägger ägg.
Beståndet hotas av skogsröjningar. IUCN kategoriserar arten globalt som otillräckligt studerad.